# Wiefelstede
Wiefelstede – gmina samodzielna (niem. Einheitsgemeinde) w Niemczech, w kraju związkowym Dolna Saksonia, w powiecie Ammerland.

## Dzielnice
W skład obszaru gminy wchodzą następujące dzielnice:
| - Bokel - Borbeck - Conneforde - Dringenburg - Gristede - Heidkamp - Herrenhausen - Hollen - Hullenhausen - Lehe - Mansholt | - Metjendorf - Metjenhatten - Mollberg - Neuenkruge - Nuttel - Ofenerfeld - Spohle - Wehnerfeld - Wemkendorf - Westerholtsfelde - Wiefelstede |

## Współpraca
- gmina Chocz, Polska